# The Battlefords (circonscription saskatchewanaise)
Pour les articles homonymes, voir The Battlefords.
Circonscription électorale provinciale du Canada
The Battlefords est une circonscription électorale provinciale de la Saskatchewan au Canada. Elle est représentée à l'Assemblée législative de la Saskatchewan de 1917 à 1995 et depuis 2003.

## Géographie
La circonscription les villes de North Battleford et de Battleford.

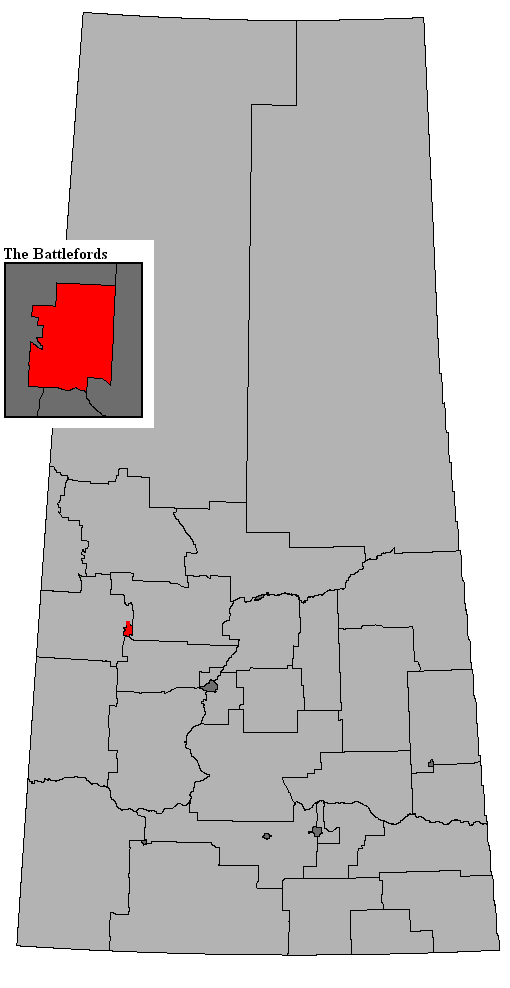
Frontière de la circonscription en 2016.
Frontière de la circonscription en 2022.

## Liste des députés
| Parlement                                                                  | Années                                                           | Député                                                           | Député                                                           | Parti                                                            |
| The Battlefords                                                            | The Battlefords                                                  | The Battlefords                                                  | The Battlefords                                                  | The Battlefords                                                  |
| Nouvelle circonscription issue de Battleford et North Battleford           | Nouvelle circonscription issue de Battleford et North Battleford | Nouvelle circonscription issue de Battleford et North Battleford | Nouvelle circonscription issue de Battleford et North Battleford | Nouvelle circonscription issue de Battleford et North Battleford |
| -------------------------------------------------------------------------- | ---------------------------------------------------------------- | ---------------------------------------------------------------- | ---------------------------------------------------------------- | ---------------------------------------------------------------- |
| 4e                                                                         | 1917–1921                                                        |                                                                  | Allan Demetrius Pickel                                           | Libéral                                                          |
| 5e                                                                         | 1921–1925                                                        |                                                                  | Allan Demetrius Pickel                                           | Libéral                                                          |
| 6e                                                                         | 1925–1929                                                        |                                                                  | Allan Demetrius Pickel                                           | Libéral                                                          |
| 7e                                                                         | 1929–1934                                                        |                                                                  | Samuel Wesley Huston (en)                                        | Indépendant                                                      |
| 8e                                                                         | 1934–1938                                                        |                                                                  | John Albert Gregory (en)                                         | Libéral                                                          |
| 9e                                                                         | 1938–1940                                                        |                                                                  | John Albert Gregory (en)                                         | Libéral                                                          |
| 9e                                                                         | 1940-1944                                                        | Paul Prince (en)                                                 |                                                                  | Libéral                                                          |
| 10e                                                                        | 1944–1948                                                        |                                                                  | Alexander Duff Connon (en)                                       | CCF                                                              |
| 11e                                                                        | 1948–1950                                                        |                                                                  | Paul Prince (en)                                                 | Libéral                                                          |
| 11e                                                                        | 1950-1952                                                        | Hugh James Maher (en)                                            |                                                                  | Libéral                                                          |
| 12e                                                                        | 1952–1956                                                        |                                                                  | Eiling Kramer (en)                                               | CCF                                                              |
| 13e                                                                        | 1956–1960                                                        |                                                                  | Eiling Kramer (en)                                               | CCF                                                              |
| 14e                                                                        | 1960–1964                                                        |                                                                  | Eiling Kramer (en)                                               | CCF                                                              |
| 15e                                                                        | 1964–1967                                                        |                                                                  | Eiling Kramer (en)                                               | CCF                                                              |
| 16e                                                                        | 1967–1971                                                        |                                                                  | Eiling Kramer (en)                                               | Néo-démocrate                                                    |
| 17e                                                                        | 1971–1975                                                        |                                                                  | Eiling Kramer (en)                                               | Néo-démocrate                                                    |
| 18e                                                                        | 1975–1978                                                        |                                                                  | Eiling Kramer (en)                                               | Néo-démocrate                                                    |
| 19e                                                                        | 1978–1980                                                        |                                                                  | Eiling Kramer (en)                                               | Néo-démocrate                                                    |
| 19e                                                                        | 1980-1982                                                        | David Manly Miner (en)                                           |                                                                  | Néo-démocrate                                                    |
| 20e                                                                        | 1982–1986                                                        |                                                                  | Myles Leslie Morin (en)                                          | Progressiste-conservateur                                        |
| 21e                                                                        | 1986–1991                                                        |                                                                  | Douglas Keith Anguish                                            | Néo-démocrate                                                    |
| 22e                                                                        | 1991–1995                                                        |                                                                  | Douglas Keith Anguish                                            | Néo-démocrate                                                    |
| Circonscription redistribuée dans Battleford-Cut Knife et North Battleford |                                                                  |                                                                  |                                                                  |                                                                  |
| Nouvelle circonscription issue de Battleford-Cut Knife et North Battleford |                                                                  |                                                                  |                                                                  |                                                                  |
| 25e                                                                        | 2003–2007                                                        |                                                                  | Len Taylor                                                       | Néo-démocrate                                                    |
| 26e                                                                        | 2007–2011                                                        |                                                                  | Len Taylor                                                       | Néo-démocrate                                                    |
| 27e                                                                        | 2011–2016                                                        |                                                                  | Herb Cox                                                         | Saskatchewanais                                                  |
| 28e                                                                        | 2016–2020                                                        |                                                                  | Herb Cox                                                         | Saskatchewanais                                                  |
| 29e                                                                        | 2020–Actuel                                                      |                                                                  | Jeremy Cockrill                                                  | Saskatchewanais                                                  |
| 30e                                                                        | 2024–en cours                                                    |                                                                  | Jeremy Cockrill                                                  | Saskatchewanais                                                  |

## Résultats électoraux
Depuis 2003

1917-1995